# Déflexion
Une déflexion est une modification progressive de position ou d'une trajectoire sous l'effet d'un phénomène physique. Le concept intervient dans plusieurs domaines de la physique.

## Mécanique des structures
En mécanique des structures, une déflexion est le déplacement obtenu en un point d'un corps sous l'effet d'un chargement statique ou dynamique. Elle s'exprime par rapport à la position de ce même corps au repos, dans un référentiel absolu ou lié au point concerné.
Elle généralise la notion de flèche, déflexion transverse d'une structure élancée (ex. flèche en y d'une poutre d'axe x).

### Ressort
La déflexion élastique d'un ressort de raideur k sous une charge statique F vaut :
{\displaystyle x={\frac {F}{k}}}

## Mécanique des fluides
En mécanique des fluides (par ex. en aérodynamique et en hydraulique) la déflexion d'un fluide en écoulement autour d'un corps est la déviation que ce corps lui fait subir. C'est du fait de la déflexion de l'air par ses ailes que vole un avion (en application de la loi d'action-réaction de Newton).

## Électromagnétisme

Une particule de charge q part de la gauche à la vitesse v à travers un champ magnétique B orienté vers le lecteur (normalement au plan). Pour un électron, q est négatif, et il suit donc une trajectoire incurvée vers le haut. L'électron subit une déflexion.

Une particule chargée telle qu'un électron initialement en mouvement rectiligne uniforme sera défléchie sous l'influence d'un champ électrique ou d'un champ magnétique.